# Nécton
Em biologia marinha e limnologia chama-se nécton ao conjunto dos animais aquáticos que se movem ativamente na coluna de água, ou seja, são capazes de vencer a densidade da água e se deslocar rapidamente, com o auxílio dos seus órgãos de locomoção: nadadeiras e outros apêndices. Muitos desses organismos apresentam muco em sua pele, diminuindo o atrito. Também possuem adaptações hidrodinâmicas, permitindo com que este animais alcancem velocidades consideráveis.
Fazem parte deste grupo os peixes, a maioria dos crustáceos, os mamíferos marinhos e outros - pelo menos quando adultos, uma vez que as suas larvas podem ser planctónicas.
Os organismos nectónicos podem ser:
- pelágicos, quando passam a maior parte do tempo - pelo menos durante uma fase do seu ciclo de vida - na coluna de água, sem terem um contacto permanente com o substrato; ou
- demersais, quando passam a maior parte do tempo - pelo menos durante uma fase do seu ciclo de vida - em contacto permanente com o substrato.

Do ponto de vista da alimentação, os organismos nectónicos podem ser herbívoros, carnívoros (normalmente predadores), comensais de outros organismos ou detritívoros.
Do ponto de vista da reprodução, os organismos nectónicos podem apresentar qualquer tipo de estratégia reprodutiva, desde a monoicia, podem ser ovíparos, vivíparos ou ovovivíparos, apresentar ovos e larvas planctónicas ou bentónicas, ou mesmo nidação e cuidados parentais.
Nota: as palavras "bentos", "nécton", "plâncton" e as palavras compostas destas não têm plural.